# Michele Pesenti
Michele Pesenti   (Verona, dècada del 1470 - Verona, maig 1528) va ser un compositor i lutista italià que va servir a la Casa d'Este a Ferrara. Pesenti va ser un dels compositors més vius i inventius dels anomenats compositors de frottola, com Marchetto Cara i Bartolomeo Tromboncino.

## Enregistraments seleccionats
- "Ha' tu veduto un mio vitellin bianco" sobre La Favola di Orfeo 1494, reconstrucció d'un entreteniment florentí, per Huelgas Ensemble, dir. Paul Van Nevel. Seon.
- mentida: "Non mi doglio gia d'amore" sobre Banchetti Musicali a la Corte Estense. per La Bottega musicale Ferrarese. Bongiovanni GB 5001 (LP) 1985
- mentida: "Dal lecto me levava" sobre Barzellette - Frottole Italiane del Cinquecento. by Retrover dir. Markus Tapio, Opus111 30-243 1998
- villota: "Quando lo pomo vien da lo pomaro" sobre Cantar alla Pavana Canzoni, Frottole, Villotte e Madrigali dell'Apografo Miscellaneo Marciano (1526) (música de fragments de la Biblioteca Marciana, Venècia) per Consort Veneto dir. Giovanni Toffano, Tactus 520002
- "Alhor quando arivava" on Cigni, Capre, Galli e Grilli. per Fortuna Ensemble dir. Roberto Cascio, Tactus 460301 1998
- instrumental: "Un cavalier di Spagna" sobre música de l'època de Cristòfor Colom
- "Che faralla che diralla - Uscirallo, resterallo" sobre Luther in Rom per Concerto Romano dir. Alessandro Quarta, Christophorus Records CHR 77361 2012